# Macropsis pulchra
Macropsis pulchra är en insektsart som beskrevs av Hamilton 1983. Macropsis pulchra ingår i släktet Macropsis och familjen dvärgstritar. Inga underarter finns listade i Catalogue of Life.